# Titularbistum Penafiel
Penafiel ist ein Titularbistum der römisch-katholischen Kirche.
Es geht zurück auf einen früheren Bischofssitz in der portugiesischen Stadt Penafiel. Der Bischofssitz gehörte der Kirchenprovinz Braga an.
| Titularbischöfe von Penafiel |                                                        |                             |                   |                  |
| Nr.                          | Name                                                   | Amt                         | von               | bis              |
| 1                            | Bernard T. Espelage                                    | Weihbischof in Gallup (USA) | 25. August 1969   | 19. Februar 1971 |
| 2                            | John Joseph Mulcahy                                    | Weihbischof in Boston (USA) | 28. Dezember 1974 | 26. April 1994   |
| 3                            | Francisco-Javier Lozano Titularerzbischof pro hac vice | Apostolischer Nuntius       | 9. Juli 1994      |                  |